# Giro di Sardegna 1982
Il Giro di Sardegna 1982, ventitreesima edizione della corsa, si svolse dal 27 febbraio al 2 marzo 1982 su un percorso di 636 km, suddiviso su 4 tappe, con partenza da Sassari e arrivo a Cagliari, nell'omonima regione italiana. La vittoria fu appannaggio dell'italiano Giuseppe Saronni, che precedette i connazionali Emanuele Bombini e Roberto Petito.

## Tappe
| Tappa  | Data        | Percorso            | km  | Vincitore di tappa | Leader cl. generale |
| ------ | ----------- | ------------------- | --- | ------------------ | ------------------- |
| 1ª     | 27 febbraio | Sassari > Sassari   | 142 | Giuseppe Saronni   | Giuseppe Saronni    |
| 2ª     | 28 febbraio | Sassari > Nuoro     | 181 | Giuseppe Saronni   | Giuseppe Saronni    |
| 3ª     | 1º marzo    | Nuoro > Nuoro       | 158 | Urs Freuler        | Giuseppe Saronni    |
| 4ª     | 2 marzo     | Cagliari > Cagliari | 155 | Giuseppe Saronni   | Giuseppe Saronni    |
| Totale | Totale      | Totale              | 636 |                    |                     |

## Dettagli delle tappe

### 1ª tappa
- 27 febbraio: Sassari > Sassari – 142 km

Risultati
| Pos. | Corridore                | Squadra   | Tempo    |
| ---- | ------------------------ | --------- | -------- |
| 1    | Giuseppe Saronni         | Del Tongo | 3h43'31" |
| 2    | Giuseppe Petito          | Alfa Lum  | s.t.     |
| 3    | Gianbattista Baronchelli | Bianchi   | s.t.     |

| Pos. | Corridore        | Squadra   | Tempo |
| ---- | ---------------- | --------- | ----- |
| 1    | Giuseppe Saronni | Del Tongo | ?     |

### 2ª tappa
- 28 febbraio: Sassari > Nuoro – 181 km

Risultati
| Pos. | Corridore        | Squadra   | Tempo    |
| ---- | ---------------- | --------- | -------- |
| 1    | Giuseppe Saronni | Del Tongo | 5h15'48" |
| 2    | Giuseppe Petito  | Alfa Lum  | s.t.     |
| 3    | Pierino Gavazzi  | Atala     | s.t.     |

| Pos. | Corridore        | Squadra   | Tempo |
| ---- | ---------------- | --------- | ----- |
| 1    | Giuseppe Saronni | Del Tongo | ?     |

### 3ª tappa
- 1º marzo: Nuoro > Nuoro – 158 km

Risultati
| Pos. | Corridore          | Squadra | Tempo    |
| ---- | ------------------ | ------- | -------- |
| 1    | Urs Freuler        | Atala   | 4h00'31" |
| 2    | Silvestro Milani   | Hoonved | s.t.     |
| 3    | Roger De Vlaeminck | DAF Tr. | s.t.     |

| Pos. | Corridore        | Squadra   | Tempo |
| ---- | ---------------- | --------- | ----- |
| 1    | Giuseppe Saronni | Del Tongo | ?     |

### 4ª tappa
- 2 marzo: Cagliari > Cagliari – 155 km

Risultati
| Pos. | Corridore        | Squadra   | Tempo    |
| ---- | ---------------- | --------- | -------- |
| 1    | Giuseppe Saronni | Del Tongo | 4h13'00" |
| 2    | Jos Jacobs       | Vermeer   | s.t.     |
| 3    | Silvestro Milani | Hoonved   | s.t.     |

| Pos. | Corridore        | Squadra   | Tempo |
| ---- | ---------------- | --------- | ----- |
| 1    | Giuseppe Saronni | Del Tongo | ?     |
| 2    | Emanuele Bombini | Hoonved   | ?     |
| 3    | Giuseppe Petito  | Alfa Lum  | ?     |

## Classifiche finali

### Classifica generale
| Pos. | Corridore                | Squadra                  | Tempo |
| ---- | ------------------------ | ------------------------ | ----- |
| 1    | Giuseppe Saronni         | Del Tongo                | ?     |
| 2    | Emanuele Bombini         | Hoonved-Bottecchia       | ?     |
| 3    | Giuseppe Petito          | Alfa Lum                 | ?     |
| 4    | Wladimiro Panizza        | Del Tongo                | ?     |
| 5    | Pierino Gavazzi          | Atala-Campagnolo         | ?     |
| 6    | Francesco Moser          | Famcucine-Campagnolo     | ?     |
| 7    | Claudio Torelli          | Famcucine-Campagnolo     | ?     |
| 8    | Gianbattista Baronchelli | Bianchi-Piaggio          | ?     |
| 9    | Riccardo Magrini         | Metauro Mobili-Pinarello | ?     |
| 10   | Franco Conti             | Selle San Marco          | ?     |